# LIDAR
A LIDAR (Light Detection and Ranging) magyarul lézer alapú távérzékelés, alapvetően egy, a kibocsátó eszköz és valamely visszaverő felület távolságának meghatározásra szolgáló módszer. Amennyiben nagy felületű tárgyak vagy az egész környezet, földfelszín, vagy belső terek objektumainak elhelyezkedését kívánjuk meghatározni, nagyon gyors ütemben nagyon sok, a LiDAR elvén működő távolságmeghatározást hajtunk végre egy erre kialakított műszerrel valamilyen térbeli mintázat szerint, ennek az eljárásnak a neve lézerszkennelés,. A LiDAR tehát egy saját jelforrással rendelkező, aktív távérzékelési rendszer. Eltérően a radartól, a LIDAR az ultraibolya, a látható vagy az infravörös tartományban működik. Működésének alapelve a műszer és az objektum várható távolságától függően (méter alatti, néhányszor tíz méter, vagy 100 m-nél nagyobb távolság) többféle lehet, az egyik változatban megegyezik más elektromágneses alapú geodéziai mérőállomásnál alkalmazott elvvel.
A LIDAR alapját képező lézer által kibocsátott lézerfény vagy energiaimpulzus a terjedés irányában lévő tárgyakról, objektumokról visszaverődik. A rendszer rögzíti az egyes impulzusok kibocsátása és visszaverődése között eltelt időt. Az elektromágneses energia terjedési sebessége ismert, így  a kibocsátás és a tárgy által visszavert jel visszaérkezése idejének különbségéből meghatározható a tárgyaknak a műszertől való távolsága.

## Története
A lézerszkennelés módszerei a lézer sugárzás felismerését követően már az 1960-as évek elején kidolgozásra kerültek. A módszer első alkalmazói a meteorológusok voltak. A köztudatba a  technológia először az Apollo–15 repülését követően került be. Az Apolló 15 űrhajósai ezzel a módszerrel készítettek térképészeti felméréseket a Hold felszínén és ez akkor világszenzáció volt.
Az elnevezést a Radar (RAdio Detection And Ranging) mintájára a fény angol elnevezéséből a light-ból képezték (LIght Detection And Ranging").

## Működése
Bizonyos mérési feladatokra folytonos elektromágneses hullámokat, a LIDAR esetén lézerfényt használnak távolságmérésre.  Angol terminológiával ezeket az eszközöket CW lidarnak nevezik. A lézer által kibocsátott folytonos elektromágneses hullám kölcsönhatásba kerül a terjedés irányában elhelyezkedő objektumokkal, és visszaverődik azokról. A távolságmérés a kibocsátott és elnyelt hullámok fáziskülönbségének a mérésével történik. A fény által megtett utat a következő képlet írja le: 
{\displaystyle T_{l}=nT+{\frac {\phi }{2\pi }}T}
ahol n a teljes  hullámhosszak száma, T az egy hullámhossz által megtett idő, és {\displaystyle \mathbf {\phi } } a fáziskülönbség.
A távolság a jeladó és vevő között: :{\displaystyle R={\frac {T_{l}}{2}}c}
A fentiekből következik :{\displaystyle n=0} ra a távolság: {\displaystyle R={\frac {\phi }{4\pi }}Tc} = {\displaystyle {\frac {\phi }{4\pi }}{\frac {c}{f}}} tehát {\displaystyle {\Delta }R={\frac {c}{4\pi }}{\frac {\Delta \phi }{f}}}
Látható, hogy a távolság mérésének pontossága a mért fáziskülönbségektől és a hullámhossztól függ. A CW lidar mérési pontossága elsősorban a felhasznált leghosszabb hullámhossztól.
Térképezési célokra – a nagyobb távolságok miatt – más módszert használnak. Itt a műszer speciálisan formált lézerimpulzusokat bocsát ki, és a visszaverődő jeleket (ún. echo) érzékeljük, a távolság az időkülönbségből számítható. Mivel a jel nem vonalszerűen, hanem a forrástól kis kúpszögben terjed, a felszínen sem egy pontot, hanem egy kiterjedt foltot világít meg, ahol több különböző távolságra lévő objektum is lehet. Ennek megfelelően nem egy, hanem legtöbbször több echót kapunk egy impulzus kibocsátása esetén. Az első beérkező visszaverődést (first echo) általában a növényzetnek vagy más tereptárgynak, az utolsót (last echo) pedig általában a talaj hatásának tulajdonítjuk. A lézerszkennelés korai időszakában a first echo/last echo módszer alkalmazták, két jelet rögzítve. Manapság egyre jobban terjed a multiecho vagy a teljes jelalakos (full wave-form, FWF) módszer. A multiecho módszernél valahány (pl. 3-5) echót rögzítenek (pl. első és utolsó kettő, vagy első három és az utolsó), a teljes jelalakos rögzítésnél pedig az echók jelalakját is rögzítik, így – megfelelő, általában elég időigényes utófeldolgozás esetén – lehetőség van akár 8-10 echo elkülönítésére is. Ez utóbbi pl. növényzetmonitorozásnál elengedhetetlen.
A térképezési célra alkalmazott lidarok tipikus mérési pontossága vertikális értelemben 5–15 cm, horizontálisan pedig a repülési magasság függvényében 10–25 cm, teljes jelalakos módszernél elérheti az 5 cm-t is. A módszer földi felbontását általában inkább a pontsűrűséggel adják meg, a mai rendszerek tipikusan 4-16 pont/m² pontsűrűséggel mérnek, de adott célokra vannak már ezt nagyságrenddel meghaladó sűrűségű mérések is.

## A LiDAR elvén alapuló mérési módszerek csoportosítása
A lidaros távolságmeghatározáson különféle méréstípusok alapulnak:
- Meteorológiai LiDAR
- Lézeres profilmérés
- Légi lézerszkennelés (ALS)
  - Drón lézerszkennelés (ULS)
- Földi lézerszkennelés (TLS)
- Mobil lézerszkennelés (MLS)

## Felhasználása
A világ legtöbb országban a jelentős költségek és más biztonsági szempontok miatt az állam készíti el a felméréseket és a felmérések adatai szabadon megvásárolhatók. De vannak országok, ahol közkincsnek tekintik, ilyen például  Finnország, ahol ingyen hozzá lehet jutni. Más országokban az állam ugyan elkészíti a felméréseket, mint például a szomszédos Szlovéniában, de nem adja el. A felméréseket a mindennapokban a legkülönbözőbb tudományterületeken használják.

### Légi lézerszkennelés

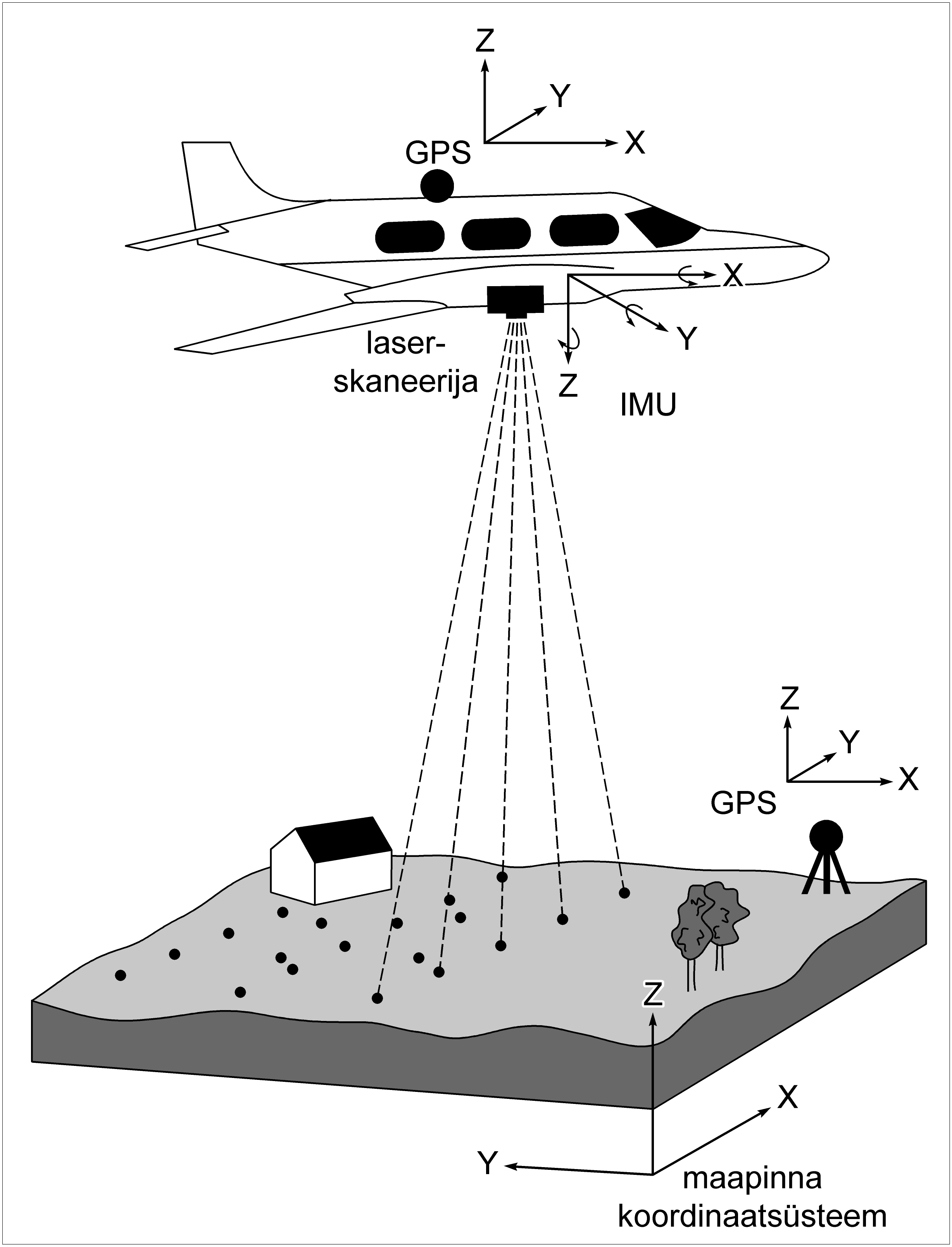

A lézerfényt távolságmérésre szinte azonnal a lézer megalkotását követően, már az 1960-as években használták. A LIDAR alkalmazása a domborzat felmérésére azonban csak 1990 körül terjedt el. A fő problémát a kellő pontosságú pozíciómeghatározás okozta, melyet a GPS-vevők használata oldott meg. További problémát jelentett az óriási adatmennyiség gyors fedélzeti tárolási igénye, melyet a nagysebességű, megfelelő kapacitású és robusztus digitális háttértárak megjelenése tett lehetővé.
A légi lézerszkennelés (angolul Airborne Laser Scanning, ALS, vagy kevésbé pontos kifejezéssel Airborne LiDAR) elve a következő. Egy légieszközön (repülőgépen, helikopteren, újabban pedig drónon) elhelyezett pulzáló lézer által kibocsátott és visszavert fénnyel letapogatjuk a földfelszínt. A lézerimpulzus kibocsátási (szkennelési) iránya leggyakrabban merőleges a repülés irányára. A lézerimpulzusoknak a kibocsátásuk és a földfelszínről vagy más objektumokról történő visszaverődésük detektálása között eltelt terjedési idejét nagy pontossággal megmérjük, és a fenn megismert elvek alapján a kibocsátott fény sebességének ismeretében távolsággá alakítjuk.    
Az impulzust kibocsátó lézert szállító légieszköz pontos helyét egy kinematikus GPS-vevő segítségével határozzuk meg. Ez a mérés azonban a lézerszkenneléshez képest lassú, ezért a gép pörgő, bukdácsoló mozgását és apró irányváltásait egy kinetikus navigációs rendszerrel (INS vagy inertial measurement unit, IMU) rögzítjük. Az így kapott adatokat (vektorokat) utólagosan összegezve kiszámoljuk a légieszköz trajektóriáját, és ezen pozíciók, valamint a lézerimpulzusok ismert kibocsátási geometriájának ismeretében, utófeldolgozás során lehetséges a visszaverő felület (pl. földfelszín) adott pontjainak nagy pontosságú meghatározása.
A mérési eredmények részben tartalmaznak felszíni objektumokról (épületekről, a növényzetről, más tereptárgyakról) és részben a talajról származó visszaverődéseket (ún. echo). Ezeket az echókat a felhasználásnak megfelelően (domborzatmodellezés, városmodellezés, növényzetmonitorozás, stb.) osztályozni kell, hogy milyen objektumról származik az adott visszavert jel. Ezt megfelelő módszerek, algoritmusok segítségével a jelalakból lehet eldönteni. A különböző felhasználások igényeinek megfelelően megkülönböztetik a felszínt meghatározó digitális domborzatmodellt (magyar rövidítése DDM, angolul Digital Terrain Model, DTM) és a digitális felszínmodellt (angolul Digital Surface Model, DSM).

### Régészet
A technika különösen hasznos erdővel borított területek feltérképezésére. A vevőbe került visszavert jel első része a növényzet felső felületéről érkezik, majd egy gyengébb elmosódott sorozat az alatta levő felületekről, ágakról, levélzetről, legvégül általában nagyon gyenge jel a talajról. Ezeket az legutolsó, talajról visszavert jeleket figyelembe véve térkép készíthető közvetlenül az egyéb módon megfigyelhetetlen talajról. A közép-amerikai őserdőben alkalmazva a módszert sorra előtűntek a korábban ismeretlen piramisok, sőt városok, erődök, a városokat összekötő utak. 
2012-ben a legendás Fehér város (La Ciudad Blanca) vagy a " Majomisten városa" keresésére használták a LIDAR-t a hondurasi dzsungel La Mosquitia régiójában. Egy hét napos feltérképezési időszak alatt ember alkotta építményekre találtak bizonyítékot.
2016-ban az észak-guatemalai ősi maja utak feltérképezésére való felhasználása során tizenhét egykori utat azonosítottak, amelyek El Mirador ősi városát más helyszínekkel kötötték össze.
Újabb megerősítést nyert az is, hogy a korábban feltárt városok csupán városközpontok, amik körül sokszor kilométeres környezetben kisebb házak romjai találhatók, az egykori külvárosok mindeddig feltáratlan házai. 
2018-ban a LIDAR-t használó régészek több mint 60 ezer építményt fedeztek fel a guatemalai Maja Bioszféra Rezervátumban, amely megmutatta, hogy a maja civilizáció sokkal nagyobb volt, mint azt korábban gondolták.
Tikal, elhagyott dzsungellel benőtt és eltakart városát és környékét - gúlákat, széles utakat ezzel a módszerrel tárták fel.